# Hyalophora cecropia
Espèce
Hyalophora cecropia est une espèce de lépidoptères appartenant à la famille des Saturniidae, le plus grand papillon d'Amérique du Nord. Le saturnie cécropia fréquente les milieux boisés et ouverts. On peut également le retrouver dans les milieux urbains où il y a présence d’arbres et d’arbustes. Il s'agit d'une espèce nocturne. 

## Étymologie
Dans la mythologie grecque, Cécrops (en grec ancien Κέκρωψ / Kékrôps), fils d'Érechthée et de Praxithée, a été le fondateur d'Athènes dont la citadelle fut nommée de son nom « cecropia », ce qui signifie « de Cecrops ».  

## Distribution
Au Canada, ce papillon est présent dans toutes les provinces à l'exception de la Colombie-Britannique et de Terre-Neuve-et-Labrador. Aux États-Unis, Il est présent dans tous les États du centre jusqu'à la côte est.

## Description
Le saturnie cécropia peut atteindre 15,2 centimètres d'envergure. Il a un large corps poilu de couleur rouge avec de petits motifs noirs et blancs sur les côtés. Les mâles ont de larges antennes plumeuses contrairement aux femelles. Les ailes sont de couleur brune et possèdent de larges taches blanches en demi-lune. On retrouve également une bande rouge parallèle à la marge de l'aile. 
À son cinquième et dernier stade de développement, la chenille est verte et possède des protubérances dorsales jaunes et bleues ornées de petites épines noires. À ce stade, elle mesure entre huit et dix centimètres.

## Cycle de vie
Au Canada et au nord des États-Unis, le saturnie cécropia est univoltin. Dans certaines régions du sud, il peut y avoir deux générations par année. Les adultes sont nocturnes et sont attirés par la lumière. Pour se reproduire, la femelle émet des phéromones sexuelles dès son émergence. Les mâles peuvent capter ces molécules à de grandes distances à l'aide de leurs antennes larges et plumeuses.  
La larve passera par cinq stades de développement avant d'entamer sa chrysalide. À l'éclosion, la chenille est noire et mesure environ cinq millimètres. Au deuxième stade larvaire, la chenille est jaune avec de légères touches de noir. À partir du troisième stade larvaire, la chenille est verte et possède des protubérances dorsales ornées de petites épines noires. Les protubérances au centre de la face dorsale sont jaunes tandis que les secondaires sont bleu pâle. La chenille du saturnide du mélèze (Hyalophora columbia) est relativement semblable à celle du cécropia. La chenille atteint sa taille maximale après environ huit semaines. À ce stade, elle mesure entre huit et dix centimètres.

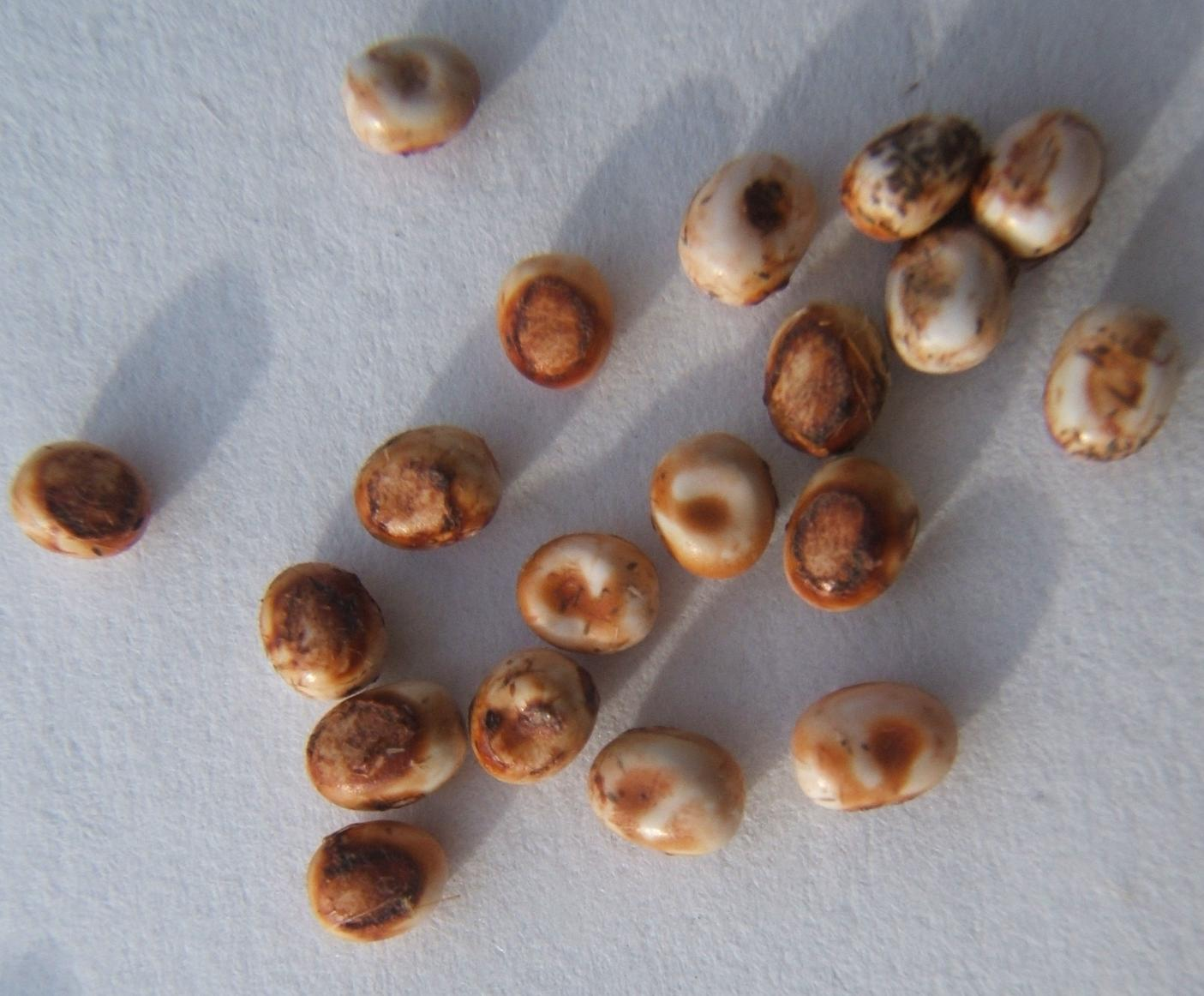
œufs
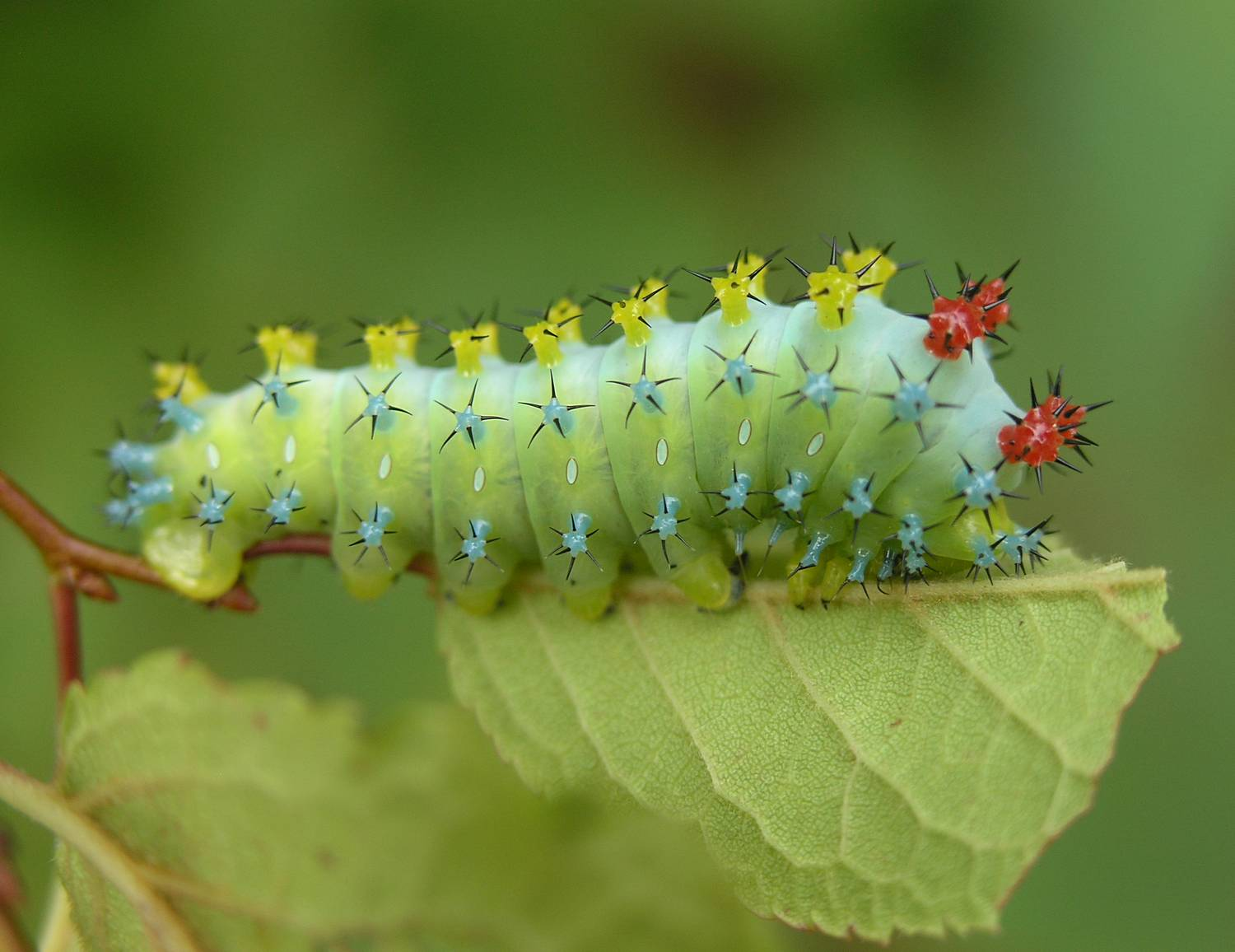
Cinquième stade larvaire
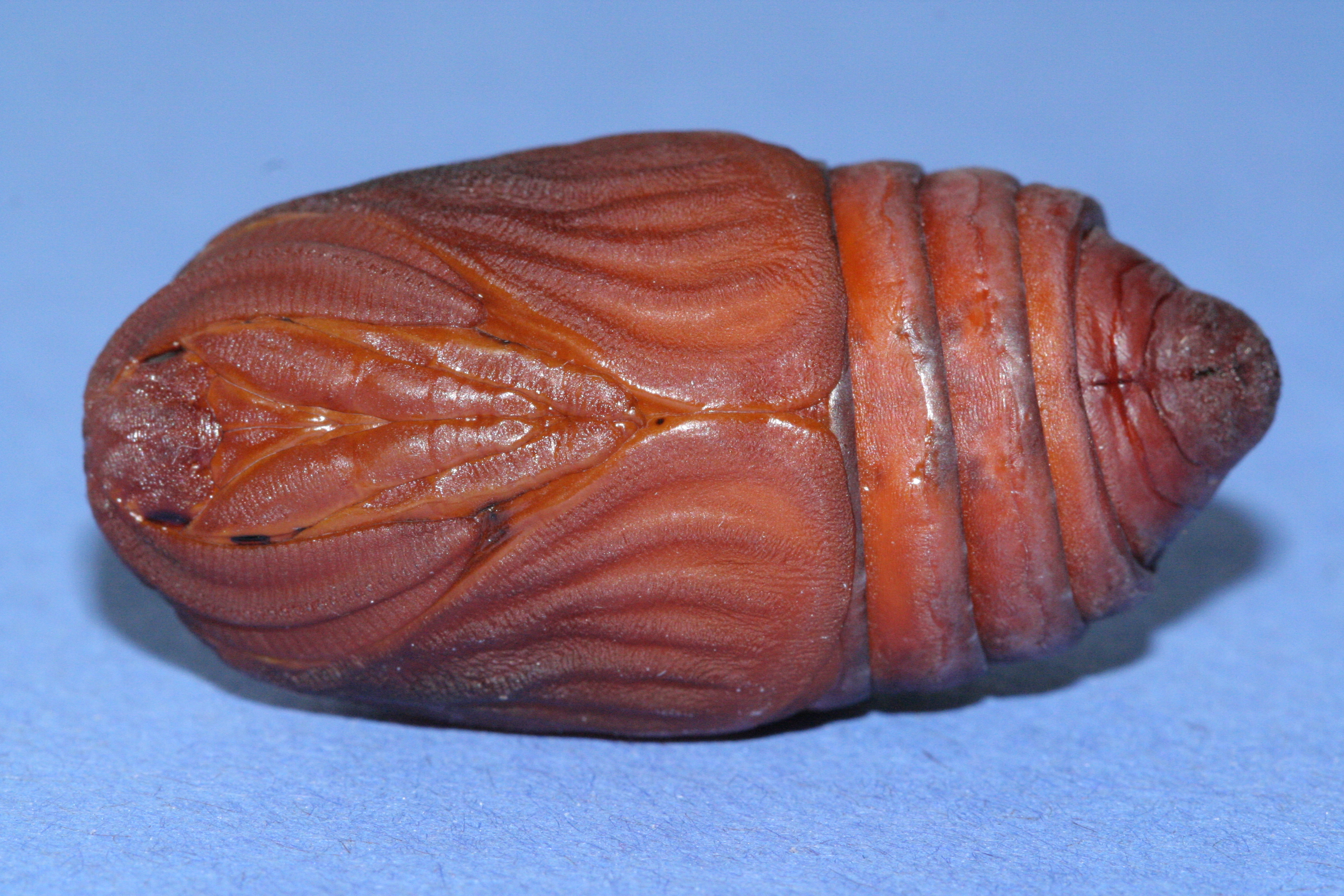
Chrysalide

## Alimentation
L'adulte ne se nourrit pas et ne vit que quelques jours à une semaine. La chenille est polyphage et se nourrit de plusieurs types d'arbres et de plantes (érable, frêne, bouleau, peuplier, etc.).

## Liste des plantes hôtes
Selon Handfield (1999) et Heppner (2003) :
- Aceraceae - genre Acer
- Adoxaceae - genre Virburnum
- Betulaceae - genre Alnus, Betula, Corylus et Ostrya
- Berberidaceae - Berberis vulgaris
- Cannabidaceae - Humulus lupulus
- Caprifoliaceae - genre Sambucus et Symphoricarpos
- Ericaceae - genre Gaylussacia et Vaccinium
- Fagaceae - genre Fagus et Quercus alba
- Juglandaceae - Carya illinoinensis
- Lauraceae - Sassafras albidum
- Leguminosae - Gleditsia triacanthos, Wisteria sinensis
- Lythraceae - Decondon verticillatus
- Naucleaceae - Cephalanthus occidentalis
- Oleaceae - genre Fraxinus et Syringa
- Paeoniaceae - Paeonia officinalis
- Philadelphaceae - Philadelphus inodorus
- Pinaceae -  genre Picea
- Rosaceae - genre Amelanchier, Crataegus, Malus, Physocarpus, Prunus, Pyrus communis, Rubus, Sorbus et Spiraea
- Salicaceae - genre Populus et Salix
- Saxifragaceae - genre Ribes
- Tiliaceae -  genreTilia
- Ulmaceae - genre Ulmus
- Vitaceae - Parthenocissus quinquefolia